# Foggia
 Ovo je glavno značenje pojma Foggia. Za pokrajinu čiji je ovo glavni grad pogledajte Foggia (pokrajina).
Foggia je grad u Italiji i općina u regiji Apulija, središte istoimene pokrajine Foggia. Foggia je 
i sredšnji grad ravnice Tavoliere (tal. Tavoliere delle Puglie), koje se naziva i "žitnicom Italije".

## Povijest
Grada je nazvan prema latinskoj riječi "fovea" što znači jama, jame su se koristile u povijesti za pohranu žita. Postoje dokazi o naseljenosti područja iz neolitika, a prvo zabilježeno naselje u području je grčka kolonija Argos Hippium. Zapisi o modernom naselju datiraju iz 1000. godine, kada su prema legendi seljaci našli portret Djevice na kojem su gorijela tri plamena.

## Zemljopis
Foggia se nalazi u južnoj Italiji. Od prijestolnice Rima grad je udaljen 380km istočno, a od Barija 135km zapadno. Foggia se razvila u primorskoj ravnici, nedaleko od južne obale Jadranskog mora (25 km sjeverno). Južno od grada izdižu se planine iz južnog dijela lanca Apenina. Grad se nalazi u seizmički vrlo aktivnoj zoni, pa su zemljotresi bili sastavni dio povijesti grada (1456., 1534., 1627. i 1731. g.).

## Vanjske poveznice

### Ostali projekti
|  | Zajednički poslužitelj ima još gradiva o temi Foggia |